# United States Disciplinary Barracks

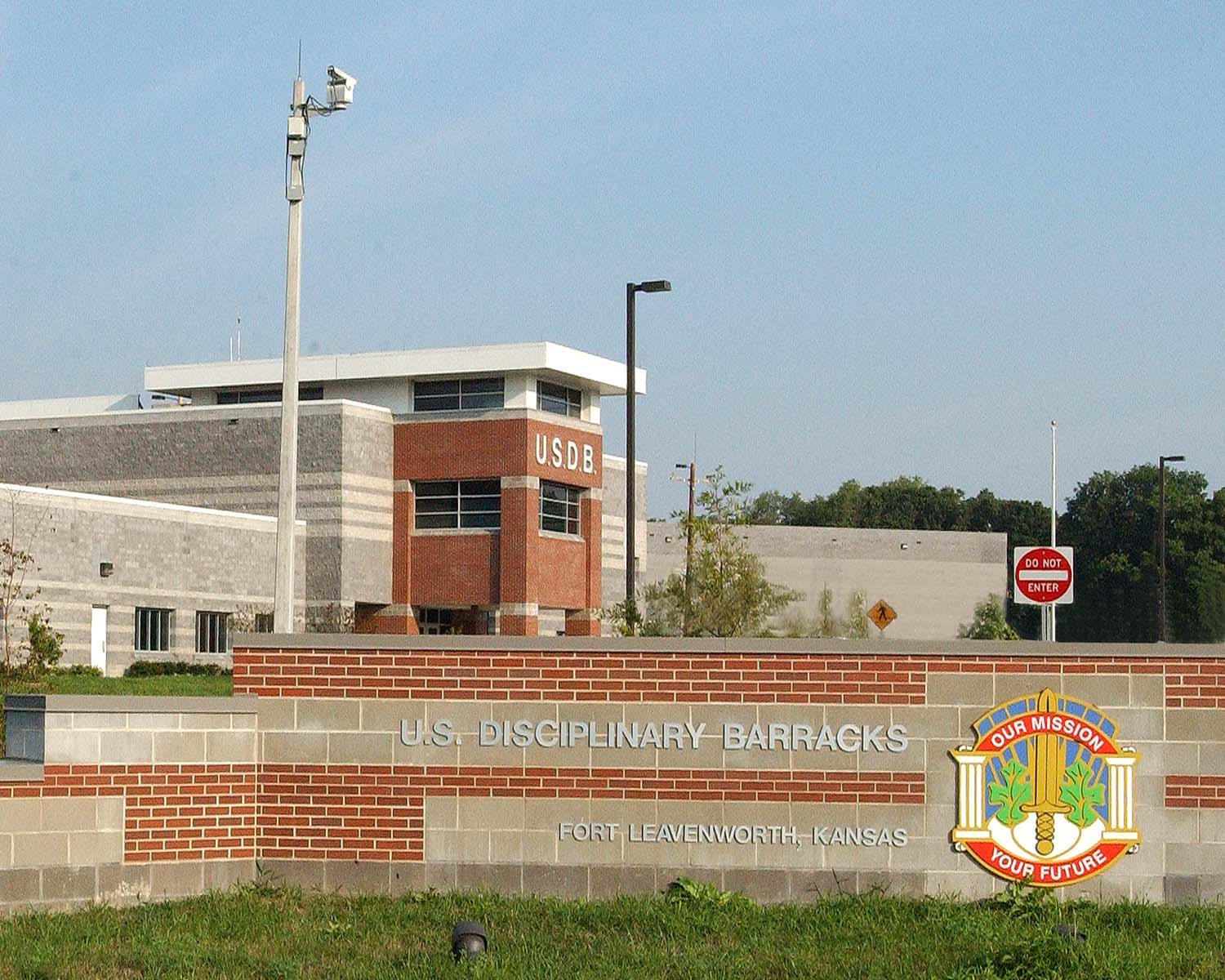
As instalações da USDB em dezembro de 2008

A United States Disciplinary Barracks (ou USDB, popularmente conhecido como Leavenworth, ou DB) é uma instalação correcional militar localizada em Fort Leavenworth, um posto militar do Exército dos Estados Unidos no Kansas .
É uma das três prisões principais existentes em Fort Leavenworth; as outras são a United States Penitentiary, Leavenworth, que fica 6 km a sul, e o Midwest Joint Regional Correctional Facility, que foi inaugurado em 5 de outubro de 2010. 
Está na dependência do United States Army Corrections Command e seu comandante possui geralmente o posto de coronel.
A USDB é a única instalação de segurança máxima das forças armadas dos EUA que abriga militares do sexo masculino condenados em tribunal marcial por violações do Código de Justiça Militar. Apenas servem prisão na USDB soldados com sentenças superiores a dez anos, oficiais e prisioneiros condenados por crimes relacionados com a segurança nacional. 
As mulheres condenadas, de todos os ramos do Departamento de Defesa dos Estados Unidos (DOD) servem os seus anos de prisão normalmente nas instalações prisionais da Naval Consolidated Brig, Miramar|Naval Consolidated Brig, em Miramar, em vez de na USDB.